# Charity Shea
Charity Shea (Denver, 4 de dezembro de 1983) é um atriz norte-americana. Foi conhecida por seu papel como Samantha Best em The Best Years. Ele já estreou vários filmes como Alpha Dog, com Justin Timberlake e Bruce Willis. Ela aparece em "April" na série VH1 Single Ladies, com Stacey Dash e LisaRaye McCoy.

## Filmografia
| Ano       | Título             | Papel                  |
| --------- | ------------------ | ---------------------- |
| 2002      | Dream Big          | Sebrina                |
| 2004      | Entourage          |                        |
| 2005      | CSI: Miami         | Amanda                 |
| 2005      | Scarred            | Alex                   |
| 2006      | Alpha Dog          | Sabrina Pope           |
| 2006      | The Pumpkin Karver | Rachel                 |
| 2007      | Primal Scream      | Nicki                  |
| 2007      | Good Time Max      | Big Guy's Girl         |
| 2007      | After Sex          | Leslie                 |
| 2007–2009 | The Best Years     | Samantha Best          |
| 2008      | Toxic              | Lucille                |
| 2011–2015 | Single Ladies      | April Goldberg-Jenkins |